# Константин Ракутин
Константин Иванович Ракутин е съветски военачалник от началото на Втората световна война, генерал-майор.
Служи в Червената армия от 1919 г., до 1941 г. – във войските на НКВД. Достига звание генерал-майор през 1940 г.
През юли 1941 г., скоро след нападението на Нацистка Германия срещу Съветския съюз, Ракутин командва съветската 31-ва армия. По-късно същия месец поема командването на 24-та армия, която удържа победа над германците в битката при Елня в началото на септември.
През октомври 1941 г. ген. Ракутин е убит в бой западно от Вязма.